# Rogeria cuneola
Rogeria cuneola é uma espécie de formiga do gênero Rogeria, pertencente à subfamília Myrmicinae.